# Junghuhnidia
Junghuhnidia is een geslacht van wantsen uit de familie van de Reduviidae (roofwantsen). Het geslacht werd voor het eerst wetenschappelijk beschreven door Gustav Breddin in 1903.

## Soorten
Het genus bevat de volgende soorten:

- Junghuhnidia chinai (Miller, 1941)
- Junghuhnidia cruenta Breddin, 1903